# 中井千聖
中井 千聖（なかい ちさと、1999年1月21日 - ）は、日本の女優。神奈川県出身。

## 概要
東京造形大学デザイン学部映像専攻卒業。宮藤官九郎作・演出舞台の出演者オーディションで多数の応募の中から選ばれ、2020年、舞台「もうがまんできない」でデビュー。

## 出演

### テレビドラマ
- モコミ〜彼女ちょっとヘンだけど〜 第2話（2021年1月30日、テレビ朝日） - 並木まどか 役
- 大豆田とわ子と三人の元夫 第3話（2021年4月27日、カンテレ・フジテレビ系） - 律 役
- ソロモンの偽証（2021年10月3日 - 11月21日、WOWOW）
- 石子と羽男-そんなコトで訴えます?- 第1話（2022年7月15日、TBS） - 千晶 役
- 僕の姉ちゃん 第5話（2022年8月25日、テレビ東京）
- 鵜頭川村事件（2022年8月28日 - 10月2日、WOWOW） - 降谷百合 役
- アトムの童 第6話（2022年11月20日、TBS） - 学童の先生 役
- 松尾スズキと30分強の女優（2023年3月25日、WOWOW）[2]
- ああ、ラブホテル〜秘密〜 エンドロール「清掃員部屋」（2023年5月19日 - 7月14日、WOWOW） - 高（ガオ） 役[3]
- 埼玉のホスト 第5話（2023年8月30日、TBS） - 映画製作スタッフ 役
- 不適切にもほどがある! 第4話（2024年2月16日、TBS） - 若井 役[4]
- Destiny 第2話・第7話（2024年4月16日・5月21日、テレビ朝日） - 橋本 役
- 柚木さんちの四兄弟。 第16回（2024年6月20日、NHK総合）
- 新宿野戦病院（2024年7月3日 - 9月11日、フジテレビ） - 若井あかね 役[5]
- Qrosの女 スクープという名の狂気 第4話・最終話（2024年10月28日・12月9日、テレビ東京） - 雨宮一葉 役[6]
- ソロ活女子のススメ5 第4話（2025年4月24日、テレビ東京） - 女子学生 役[7]

### 配信ドラマ
- 僕の姉ちゃん 第5話（2021年9月24日、Amazon Prime Video）
- 「無能の鷹」スピンオフ 後編『はじめてのざつだん』編（2024年11月22日、TELASA） - 荒口 役
- 笑ゥせぇるすまん #4「決断ステッキ」（2025年7月18日、Amazon Prime Video）[8][9]

### その他のテレビ番組
- 劇場の灯を消すな！ 本多劇場編 特ダネ！皆川スポーツ in 演劇とパンケーキの街、下北沢。宮藤官九郎と細川徹責任編集（2020年9月26日、WOWOWライブ） - 本多劇場案内出演[10]
- ウーマンリブvol.14「もうがまんできない」（2020年10月17日、WOWOWライブ） - 典子 役[11]

### 映画
- そして、バトンは渡された（2021年10月29日、ワーナー・ブラザース映画） - 優子の友人 役
- シャイロックの子供たち（2023年2月17日、松竹） - 所ヒカル 役[12]
- てっぺんの向こうにあなたがいる（2025年10月31日公開予定、キノフィルムズ）[13]

### 舞台
- パルコ・プロデュース「三十郎大活劇」（2022年4月2日 - 17日、新国立劇場 中劇場 / 4月23日・24日、COOL JAPAN PARK OSAKA WWホール） - 吉川秀子 役[14]
- COCOON PRODUCTION 2022「ツダマンの世界」（2022年11月23日 - 12月18日、Bunkamura シアターコクーン / 12月23日 - 29日、ロームシアター京都） - おたね 役、女給 役 ほか[15]
- ウーマンリブvol.15「もうがまんできない」（2023年4月14日 - 5月14日、本多劇場 / 5月18日 - 31日、サンケイホールブリーゼ） - 典子 役[16]
- COCOON PRODUCTION2023「ガラパコスパコス 〜進化してんのかしてないのか〜」（2023年9月10日 - 24日、世田谷パブリックシアター / 9月30日・10月1日、京都劇場 / 10月11日・12日、岡山芸術創造劇場ハレノワ 中劇場 / 10月21日・22日、りゅーとぴあ 新潟市民芸術文化会館 劇場） - まちこの孫 役[17]
- シラの恋文（2023年12月9日 - 17日、京都劇場 / 12月22日 - 28日、キャナルシティ劇場 / 2024年1月7日 - 28日、日本青年館ホール） - 小野寺美紀 役[18]
- シアタートラム・ネクストジェネレーション vol.16 演劇 くによし組「ケレン・ヘラー」（2024年12月19日 - 22日、シアタートラム） - 主演・アフロ子 役[19][20]
- 平凡パンチライン vol.1「Wife is miracle〜世界で一番アツい嫁」（2025年6月19日 - 29日、本多劇場）[21]
- 大パルコ人⑤オカタイロックオペラ「雨の傍聴席、おんなは裸足…」（2025年11月6日 - 30日〈予定〉、PARCO劇場 / 12月4日 - 14日〈予定〉、SkyシアターMBS / 12月20日・21日〈予定〉、仙台サンプラザホール）[22][23]

### CM
- ブックオフ サステナブックプロジェクト「さよならは、生きてゆく。」篇（2023年） - ナレーション
- 福島県「ふくしまプライド。」（2024年7月17日 - ）
  - 『桃』篇・『夏野菜』篇・『水産物』篇・『肉』篇

### オーディオコント
- 宮藤官九郎が愚痴をコントにさせていただきました（2024年8月8日・9月9日、Audible）[24][25]

### 短編アニメ
- 私は、私と、私が、私を、（2024年、U-NEXT） - ナレーション